# Balbura fresini
Balbura fresini là một loài bướm đêm thuộc phân họ Arctiinae, họ Erebidae.